# Down and Dirty Live
Down and Dirty Live è un EP del gruppo musicale statunitense Danger Danger, pubblicato nel 1990 dalla Epic Records. 
È stato registrato dal vivo durante due concerti promozionali dell'album di debutto del gruppo.

## Tracce
1. Boys Will Be Boys – 6:13 (Bruno Ravel, Steve West)
2. Bang Bang – 7:08 (Ravel, West)
3. Groove or Die (strumentale) – 5:46 (Andy Timmons)
4. Naughty Naughty – 6:26 (Ravel, West)
5. Rock 'N' Roll Hoochie Koo (cover di Rick Derringer) – 4:27

## Formazione
- Ted Poley – voce
- Andy Timmons – chitarre, cori
- Bruno Ravel – basso, cori
- Kasey Smith – tastiere
- Steve West – batteria, percussioni